# Gurlapur, Gokak
Gurlapur là một làng thuộc tehsil Gokak, huyện Belgaum, bang Karnataka, Ấn Độ.